# Earl W. Wallace
Earl W. Wallace (23 de octubre de 1942 – 12 de mayo de 2018) fue un guionista de cine y televisión estadounidense. Comenzó su carrera en la década de los 70 escribiendo episodios para la exitosa serie de CBS Gunsmoke, uno de los cuales lo inspiró a él, a su esposa Pamela y a William Kelley a desarrollar el guion de la película de 1985 Único testigo (Witness).
La primera participación de Wallace en Gunsmoke llegó cuando era editor de un periódico regional, el Thousand Oaks Acorn. Se había inscrito en una clase de creación de guiones, cuya tarea incluía la creación de un episodio original de Gunsmoke. El profesor presentó el guion de Wallace al equipo de guionistas de Gunsmoke, quienes lo aceptaron y lo publicaron como episodio. Invitaron a Wallace a presentar más trabajos y finalmente le ofrecieron un puesto fijo en el equipo de guionistas. Cuando la serie terminó en su vigésima temporada, Wallace era su guionista principal. Wallace escribió el piloto de la serie Supertrain junto a Donald E. Westlake.
Wallace adaptó la novela de Herman Wouk War and Remembrance en una miniserie de doce episodios para la ABC. También escribió episodios de How the West Was Won, Seven Brides for Seven Brothers y Quinn Martin's Tales of the Unexpected y algunos telefilmes como Wild and Wooly, If These Walls Could Talk, A Murderous Affair: The Carolyn Warmus Story o Rose Hill.
Por su trabajo en Witness, Wallace ganó el Óscar al mejor guion original, el Premio al mejor guion original del Sindicato de Guionistas de los Estados Unidos y el Edgar Award for Best Motion Picture Screenplay además de una nominación de los Globos de Oro al mejor guion y a los BAFTA al mejor guion original. También fue ganador de los Spur Award de Guionistas de western de Estados Unidos por su trabajo para How the West Was Won.

## Premios y distinciones
Premios Óscar
| Año  | Categoría                     | Película      | Resultado |
| ---- | ----------------------------- | ------------- | --------- |
| 1986 | Óscar al mejor guion original | Único testigo | Ganador   |